# Matías Vinuesa

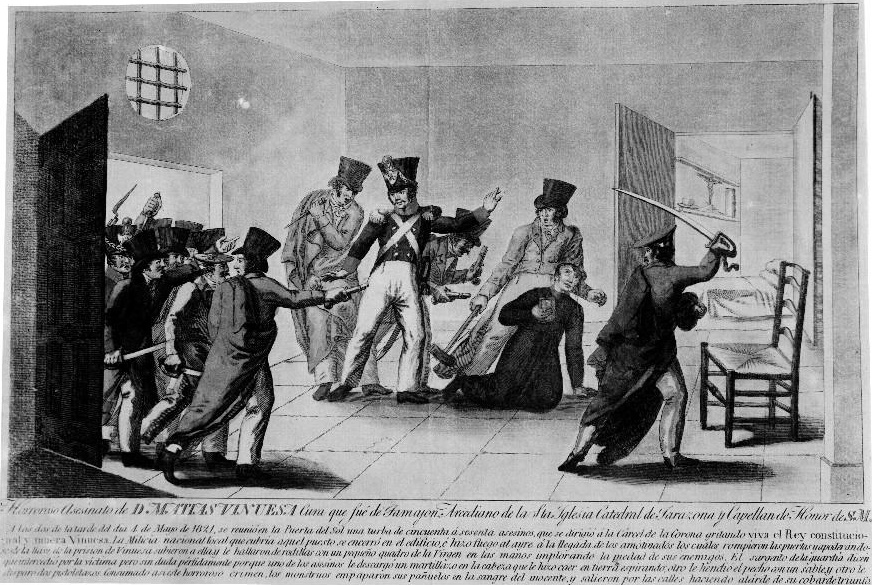
Horroroso asesinato de D. Matías Vinuesa, cura que fue de Tamajón, Arcediano de la Sta. Iglesia Catedral de Tarazona y Capellán de Honor de S. M., grabado anónimo, Museo de Historia de Madrid.

Matías Vinuesa López de Alfaro (Neila, Burgos, 22 de abril de 1778-Madrid, 4 de mayo de 1821), conocido como el Cura de Tamajón, confesor de honor de Fernando VII, murió asesinado a martillazos en la cárcel de la Corona de Madrid el 4 de mayo de 1821, el mismo día en que se dictó contra él sentencia de diez años de prisión por planificar un complot contra el gobierno liberal. El asesinato de Matías Vinuesa y las circunstancias que lo rodearon es materia central de El Grande Oriente, cuarta novela de la segunda serie de los Episodios Nacionales de Benito Pérez Galdós.

## Biografía

### Guerra de la Independencia y Sexenio Absolutista (1808-1820)
Párroco de Tamajón, pequeña población de la serranía de Guadalajara, durante la Guerra de la Independencia fue comisionado por la Junta superior de gobierno, armamento y defensa de Guadalajara presidida por el obispo de Sigüenza, Pedro Inocencio Bejarano, para vigilar los caminos en torno a Cogolludo, a fin de requisar armas y papeles sospechosos. El 12 de octubre de 1809 se le encomendó la filiación de los mozos de los partidos de Ita, Cogolludo, Talamanca, Uceda y Buitrago, y la recogida de armas y caballos con representación plena de la citada Junta. En mayo de 1810 la junta le nombró administrador de bienes y rentas del monasterio de Bonaval, así como de los bienes pertenecientes a los duques de Medinaceli, arzobispado de Toledo y monasterios de El Escorial y El Paular «en los países invadidos».
Tuvo a su cargo también la recaudación de obras pías y caudales públicos, y la inspección de las escuelas de hilado dependientes de las reales fábricas de Guadalajara y Brihuega, de todo lo cual rindió cuentas en dos ocasiones aprobadas de forma plenamente satisfactoria. De ellas resultó haber puesto a disposición de la junta en metálico 830 234 reales y 24 maravedíes, además de 62 caballos, 1400 armas de todas clases, y más de dos mil dispersos y prisioneros reunidos tras la batalla de Ocaña, entre otros efectos. Hizo frente a la partida de Velasco así como a otros bandidos, evitando los robos en los términos a su cargo, y al frente de su propia partida de guerrilleros tuvo cuatro encuentros con tropas francesas y evitó el suministro de víveres desde varios pueblos inmediatos a los destacamentos enemigos. También logró apoderarse de una imprenta en Madrid, que puso a disposición de la junta de Burgos, y de dos rebaños de ovejas del duque del Infantado que habían caído en poder de los franceses en las inmediaciones de Buitrago, hasta que perseguido por los franceses hubo de abandonar su curato de Tamajón. La aparición en la comarca del Empecinado, con quien nunca tuvo buenas relaciones, podría haber sido la verdadera causa que determinase su abandono de la actividad guerrillera.
Defensor del absolutismo, ya en 1812 adicionó el Preservativo contra la irreligión, ó Los planes de la filosofía contra la religión y el estado de Rafael de Vélez, del que en dos años se hicieron no menos de cuatro ediciones en Cádiz y Madrid. Concluida la guerra y tras el retorno de Fernando VII fue recompensado por todos estos servicios con una plaza de arcediano en la catedral de Tarazona y el título honorífico de capellán del rey y calificador del Santo Oficio.

### Complot absolutista en los inicios del Trienio Liberal
Reinstaurado el sistema constitucional, en los inicios del Trienio Liberal concibió un descabellado plan para restaurar el absolutismo, del que solo el rey, el infante Carlos María Isidro y un reducido número de cortesanos debían tener noticia. En el momento convenido el rey debía llamar a los ministros y otras autoridades a palacio donde quedarían retenidos contando con que la presencia del infante bastaría para movilizar a la guarnición y a los guardias de Corps sin necesidad de haber sido advertidos de antemano, pues fiaba el éxito de la operación al secreto con que se desarrollase.
Existen pocas dudas de la implicación de Fernando VII en la conjura, que pretendía secuestrar en el Palacio Real a los secretarios del Despacho, al Consejo de Estado y a otras autoridades y a continuación el infante don Carlos, el duque del Infantado y el marqués de Castelar sublevarían varios regimientos de Madrid y a la Guardia Real, lo que iría acompañado de un motín popular al grito de «¡Viva la religión, el Rey y la Patria!» y de «¡Muera la Constitución!». Así se restablecería la monarquía absoluta, devolviendo «las cosas al ser y estado que tenían el 6 de marzo [de 1820]». La Milicia Nacional sería desarmada, un ejemplar de la Constitución sería quemado en la plaza pública, la placa constitucional de la Plaza Mayor sería destruida y se desataría una dura represión contra los liberales, contra los comerciantes y contra a «los grandes», los clérigos y los oficiales del Ejército que se habían mostrado partidarios de la Constitución. Solo se permitiría publicar un periódico, que se ocuparía de «dirigir a la opinión pública». Respecto de los liberales y de los comerciantes uno de los documentos incautados a Vinuesa decía:

Se tomarán todas las medidas convenientes para que no salgan de la nación los liberales, de los cuales se harán tres clases; los de la primera deberán sufrir la pena capital como reos de lesa majestad; los de la segunda serán desterrados o condenados a castillos y conventos; los de la tercera serán indultados para mezclar la justicia con la indulgencia y clemencia. [...] Puesto que los comerciantes han sido los principales en promover las ideas de la facción democrática, se les podrá obligar a que entreguen algunos millones por vía de impuesto forzoso [...]. Lo mismo deberá hacerse con los impresores y libreros por las ganancias extraordinarias que han tenido en este tiempo.

Delatado por un aprendiz de la imprenta donde se imprimían las proclamas, el 21 de enero de 1821 Vinuesa fue detenido junto con un ayuda de cámara del rey. La detención y juicio del confesor de honor abrieron una brecha entre los liberales moderados que formaban el Gobierno, con Martínez de la Rosa a la cabeza, y los exaltados, inflamados por las proclamas de «demagogos» como Juan Romero Alpuente, que en las reuniones de la sociedad de los comuneros o desde el café de La Fontana de Oro reclamaban la pena de muerte. Los más radicales consiguieron que el regimiento profesional que custodiaba la prisión fuese sustituido por voluntarios de la Milicia Nacional, que consintieron afrentas al prisionero al que dibujaban horcas en la mesa al llevarle la comida y cantaban el trágala.

### Asesinato en la cárcel
El 4 de mayo —séptimo aniversario del golpe de Estado que restauró el absolutismo—, cuando por las noticias cantadas por los ciegos se tuvo conocimiento de que el juez de primera instancia Juan García Arias había dictado sentencia por la que se condenaba al reo a diez años de prisión en África, se formaron en la Puerta del Sol grupos de exaltados dispuestos a ejecutar la sentencia de muerte que reclamaban sin que el Gobierno hiciese nada por reforzar la vigilancia de la prisión, convencido de que los amotinados no se atreverían a asaltar la cárcel de la Corona. Pero por la tarde se volvió a formar un grupo que marchó en orden en dirección a la cárcel donde los milicianos nacionales, simulando resistencia, hicieron algunos disparos al aire. Armados con un martillo de fragua los amotinados encontraron todas las puertas abiertas, excepto la de la celda del cura de Tamajón, que forzaron sin dificultad. Arrodillado y pidiendo perdón a sus asesinos le dieron muerte de dos golpes de martillo, que le abrieron el cráneo, y numerosas puñaladas. La comitiva —desistiendo de su propósito inicial de dar muerte a un segundo absolutista conocido como el Abuelo y de arrastrar por las calles el cadáver del cura— se dirigió luego a la casa del juez Arias que, advertido, tuvo tiempo de escapar. En las Cortes Martínez de la Rosa y el conde de Toreno manifestaron la condena y estupefacción del Gobierno.

Lavaban los asesinos el martillo en la fuente de la calle de Relatores, cuando el Gobierno resolvió desplegar la mayor energía. ¡Qué sería de esta nación si la Providencia no le deparase en ocasiones críticas el tutelar beneficio de un Gobierno! La noticia del crimen corrió por Madrid, y la villa, que es y ha sido siempre una villa honrada, se estremeció de espanto y piedad. El Gobierno se estremecía también, y declaraba con patriótico celo que no descansaría hasta castigar a los culpables. Para que nadie tuviera duda de su gran entendimiento y perspicacia política, mandó que inmediatamente se pusiera fuerza del ejército en el edificio, y por si alguien tenía dudas todavía de su diligente y paternal actividad, ordenó que al instante, sin pérdida de un momento, se instruyesen las oportunas diligencias. Quejarse de un Gobierno así es quejarse de vicio.
Benito Pérez Galdós, El Grande Oriente, cap. XXVI.

En la muerte de Vinuesa no es descartable, como también sugiere Galdós, la intervención de agitadores al servicio del rey, dispuestos a excitar los ánimos de los más exaltados para desacreditar al Gobierno moderado. Caído Vinuesa, en cuyo poder se habían encontrado papeles comprometedores, habría dejado de servirles y, por el contrario, sería políticamente más rentable transformarlo en mártir. Ya en su momento se dijo que los asesinos eran un Aguilera, hijo de la camarera mayor del rey, el conde de Tilly y algunos otros oficiales y ladrones, y hubo quien vio entre ellos a un tal Otermida, cocinero del rey.

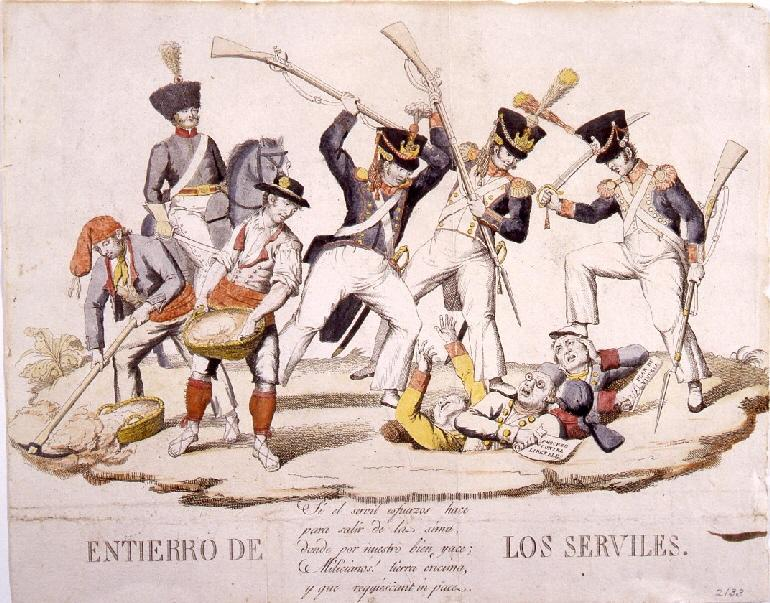
«Entierro de los serviles: Si el servil esfuerzos hace / para salir de la sima, / dónde por nuestro bien yace; / Milicianos!, tierra encima, / y que requiescant in pace». Estampa liberal, Museo de Historia de Madrid. La cabeza que asoma del hoyo a la derecha, pisada por un miliciano, lleva en la mano un papel en que se lee «Plan de Vinuesa».

Alberto Gil Novales ha señalado que la multitud que irrumpió en la prisión estaba encabezada por «aristócratas muy ligados a Palacio». «Cabe que estos aristócratas, los hermanos Aguilera, el conde de Tilly, etc., fuesen sinceramente liberales y creyesen estar haciendo la revolución al matar a Vinuesa: pero todo parece una colosal provocación para desacreditar al sistema». Gil Novales añade: «Algunos historiadores dan a entender que Fernando VII tanteó en esta ocasión el golpe de Estado, pero no se atrevió. Indudablemente el episodio Vinuesa prepara la gran contrarrevolución de julio de 1822». No obstante, tanto el conde consorte de Tilly como Gaspar Aguilera Contreras, marqués de Benalúa, «Guardia de San Gerónimo, de la Comparsa de los asesinos de Vinuesa», hermano de Fernando Aguilera Contreras, marqués de Cerralbo, figuran en los papeles reservados de Fernando VII como caballeros comuneros, el segundo calificado además de «malísimo consejero de Estado». Por su parte, Pedro Rújula recuerda el contexto en que se produjo el asesinato del cura Vinuesa: hacía un mes que había llegado a Madrid la noticia de que las tropas austríacas habían aplastado la revolución del Reino de Nápoles, que había tomado como modelo la revolución española, hasta el punto de haber adoptado la Constitución de 1812; en el orden interno, se había incrementado la actividad de las partidas realistas y algunos obispos se habían negado a obedecer las disposiciones del gobierno. Emilio La Parra López señala que «el suceso afectó a la credibilidad del régimen constitucional, tanto por su crueldad, como porque el Gobierno no fue capaz de garantizar la seguridad de un prisionero sometido a un procedimiento judicial. Mucho tuvo que ver, asimismo, la condición de clérigo de Vinuesa y su proximidad al rey».
El martillo, instrumento del crimen, se convertirá para los más exaltados en algo parecido a un símbolo de la justicia popular. Liberales exaltados festejaron el crimen de los más diversos modos. En los Retratos políticos de la revolución de España, obra atribuida al editor de El Zurriago Félix Mejía, publicada en Filadelfia en 1826, su autor escribía que «el martillo se convirtió desde entonces en un distintivo de honor, en memoria de aquel otro con que lo martillaron, y en los sombreros, en las pecheras, en los vuelos y en los reloxes se empezaron a traer martillitos de oro, de acero, o de cualesquier otro metal en recuerdo de la muerte del cura de Tamajón, a que compusieron cantares y bayles para celebrarla en obsequio de la libertad». El 16 de mayo, armados con martillos, un grupo de ciudadanos se dirigió a la casa del nuevo jefe político de Madrid, Pedro Sainz de Baranda, para forzarle a autorizar las intervenciones de los oradores en la Fontana de Oro, que el jefe político había tratado de someter a censura, por lo que en los días previos se habían oído en el café contra él gritos de martillazo y tamajonada, y el 16 de junio Manuel Núñez, uno de los habituales oradores en las sesiones de la Fontana, pronunció un violento discurso en el que, atacando al rey y a los serviles, sostuvo que solo el martillo podía acabar con los enemigos de la Constitución.
El periódico exaltado El Zurriago publicó la siguiente canción titulada El Martillo:

¡Qué martillito tan bonito!
¡qué medicina sin igual!
tu harás cesar todos los males
como te sepan manejar.

 Una varita de virtudes
es el martillo sin dudar
un Gorro armado del martillo
al firmamento hace temblar.

Con el martillo se endereza
al que se llega a ladear
al que se aparta de la senda
y al que se quiere extraviar.

Cuando pretendan los malvados
el despotismo entronizar
este martillo puede solo
perpetuar la libertad.

### Procesamiento y condena de los presuntos autores durante la Década Ominosa
El 27 de marzo de 1824, tras la restauración del absolutismo, se celebraron en Madrid solemnes exequias por Vinuesa, con la presencia de los reyes que vieron pasar al cortejo desde el balcón de palacio, y del decreto de amnistía publicado en la Gaceta de Madrid del 20 de mayo quedaron exceptuados, entre muchos otros, los ejecutores de los asesinatos de Vinuesa y del obispo de Vich. Poco más tarde fueron condenados a muerte Vicente Tejero, de veintiún años, estudiante de cirugía, Agustín Luna, oficial de la tesorería y teniente retirado del regimiento de caballería Húsares de Extremadura, Francisco Rodríguez Luna, teniente de artillería, José Llorente, profesor de cirugía en el colegio de San Carlos, y Paulino de la Calle (cirujano-dentista, que logró fugarse de la sala de presos del Hospital de la Corte), a los que se acusaba de haber sido vistos en el grupo que había marchado hacia la cárcel para cometer el crimen. A Paulino de la Calle le ayudó a fugarse una señora que dijo llamarse Amistea, con un grupo de conjurados (tal vez masones) que le proporcionaron refugio primero en Portugal y luego en Londres, donde ejerció su profesión. En aquellos momentos estaban exiliados en Londres: Agustín Argüelles, Antonio Alcalá Galiano, Álvaro Florez Estrada, José María Calatrava y el impresor Vicente Salvá, que narró este episodio de la peripecia de Paulino de la Calle o Lacalle en su librito Interesante narración de los extraordinarios medios por los cuales salvó su vida el español D. Paulino de Lacalle, Londres 1825. Por la posible complicidad en el asesinato de los miembros de la milicia que custodiaban la cárcel fueron procesados y encarcelados Tomás Canuto Alarcón, Cesáreo Paluche y Simón Chicharro, no pudiéndose hallar al conde de Tilly ni a Gaspar de Aguilera, también comprendidos en el crimen.